# Roman Kurdziel
Roman Kurdziel (ur. 4 września 1904 w Przemyślu, zm. 24 grudnia 1978 we Wrocławiu) – polski inżynier elektryk. 

## Życiorys
Maturę uzyskał w 1922 we Lwowie, studia ukończył na Politechnice Lwowskiej, uzyskując w 1930 dyplom inżyniera elektryka z ogólnym wynikiem celującym. Po studiach wykładał w Państwowej Szkole Technicznej oraz pracował w zakładach energetycznych i przemysłowych. W latach 1937–1939 pracował w kopalni soli potasowych Kałusz-Kołyń jako kierownik działu elektrycznego. W tym okresie wykonał szereg prowadzonych tam prac inwestycyjnych, a od października 1939 r. do czerwca 1941 r. pełnił funkcję głównego energetyka w tych zakładach. W 1945 przeniósł się na Dolny Śląsk jako delegat Centralnego Zarządu Przemysłu Elektrotechnicznego. Od 1 lutego 1946 wykładał na Politechnice Wrocławskiej jako adiunkt w Katedrze Urządzeń Elektrycznych.Od 1954 objął posadę kierownika Katedry Elektrotechniki Ogólnej i pozostał na tym stanowisku do przejścia na emeryturę.  W 1956 uzyskał tytuł docenta. Od 1959 profesor na Wydziale Elektrycznym Politechniki Wrocławskiej i dziekan tego wydziału (1952-1954). W latach 1959–1965 był prorektorem Politechniki Wrocławskiej. Promotor 6 doktorów. W 1970 otrzymał tytuł profesora zwyczajnego. Odznaczany Krzyżem Kawalerskim Orderu Odrodzenia Polski, Medalem Komisji Edukacji Narodowej, Odznaką XV-lecia Dolnego Śląska, Odznaką Tysiąclecia, Złotą Odznaką Politechniki Wrocławskiej, Złotą Odznaką Honorową NOT. 
Został pochowany na cmentarzu przy ul. Bujwida we Wrocławiu.

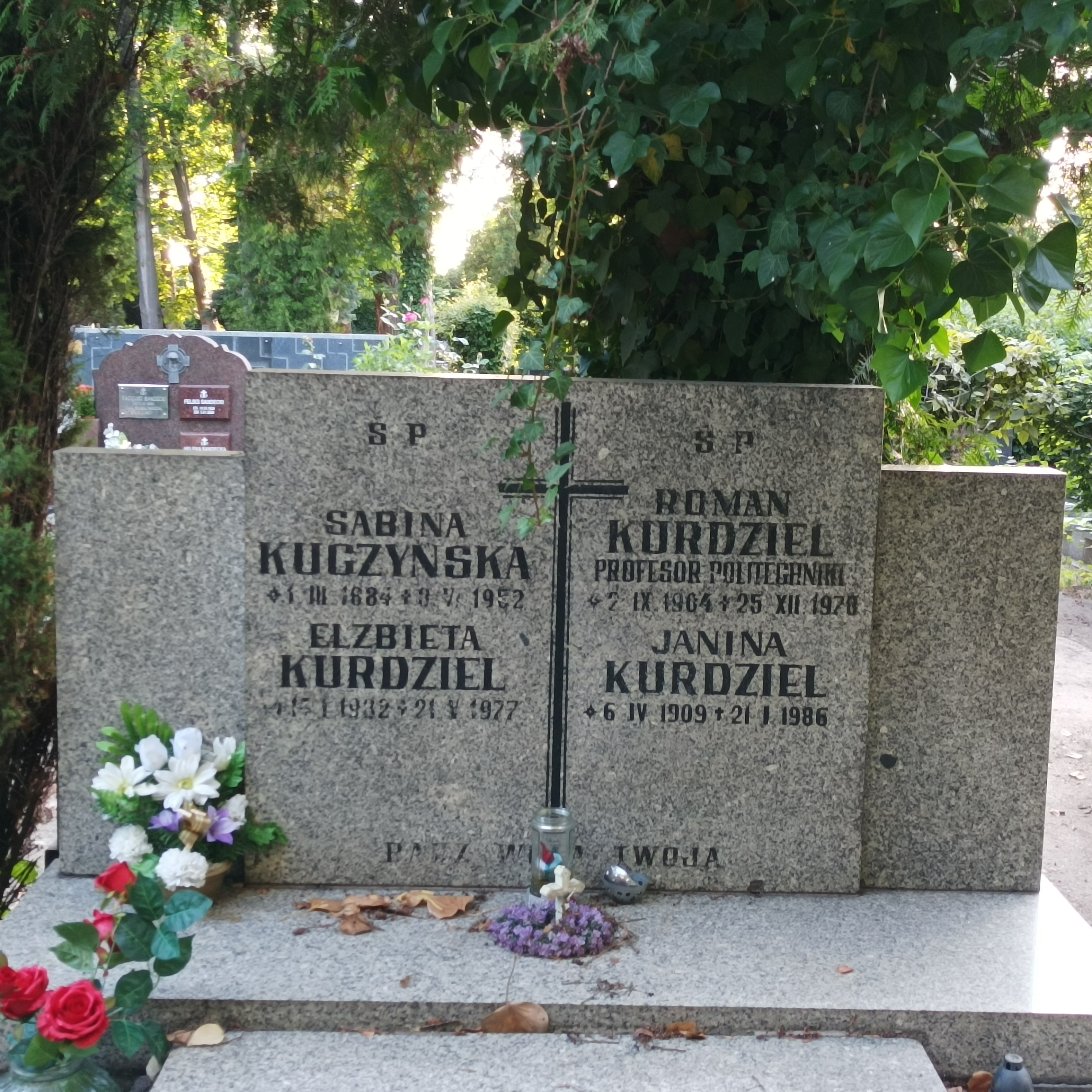
Grób prof. Romana Kurdziela na Cmentarzu Świętego Warzyńca we Wrocławiu